# Alfonso Oiterong
Alfonso Rebochong Oiterong, né en 1924 et mort le 30 août 1994, est un homme politique des Palaos, président de la république des Palaos en 1985.

## Biographie
Il est le premier vice-président des Palaos de 1981 à 1985 sous la présidence d'Haruo Remeliik. Après l'assassinat de ce dernier, il lui succède comme président de l’archipel du 2 juillet au 25 octobre 1985.